# Cornelius A. Cadmus

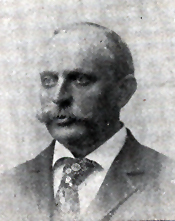
Cornelius A. Cadmus

Cornelius Andrew Cadmus (* 7. Oktober 1844 in Dundee Lake, New Jersey; † 20. Januar 1902 in Paterson, New Jersey) war ein US-amerikanischer Politiker. Zwischen 1891 und 1895 vertrat er den Bundesstaat New Jersey im US-Repräsentantenhaus.

## Werdegang
Cornelius Cadmus besuchte die öffentlichen Schulen seiner Heimat. Danach war er in Paterson im Getreide- und Saatgutgeschäft tätig. Gleichzeitig begann er als Mitglied der Demokratischen Partei eine politische Laufbahn. In den Jahren 1884 und 1885 gehörte er der New Jersey General Assembly an; von 1887 bis 1890 war er als Sheriff Polizeichef im Passaic County.
Bei den Kongresswahlen des Jahres 1890 wurde Cadmus im fünften Wahlbezirk von New Jersey in das US-Repräsentantenhaus in Washington, D.C. gewählt, wo er am 4. März 1891 die Nachfolge von Charles D. Beckwith antrat. Nach einer Wiederwahl konnte er bis zum 3. März 1895 zwei Legislaturperioden im Kongress absolvieren. Im Jahr 1894 verzichtete er auf eine weitere Kandidatur. Nach dem Ende seiner Zeit im US-Repräsentantenhaus nahm Cadmus seine früheren Tätigkeiten wieder auf. Außerdem gehörte er der Kommission zur Inspektion der staatlichen Strafanstalt von New Jersey an. Er starb am 20. Januar 1902 in Paterson, wo er auch beigesetzt wurde.